# La rebelión de Atlas
La rebelión de Atlas (en inglés, Atlas Shrugged) es una novela de Ayn Rand, publicada en Estados Unidos en 1957. El libro relata una rebelión ficticia de los grandes empresarios contra el gobierno y los políticos de Estados Unidos, que realizan un lock out paralizando el país.

Si viese usted a Atlas, el gigante que sostiene al mundo sobre sus hombros, si usted viese que él estuviese de pie, con la sangre latiendo en su pecho, con sus rodillas doblándose, con sus brazos temblando, pero todavía intentando mantener al mundo en lo alto con sus últimas fuerzas, y cuanto mayor sea su esfuerzo, mayor es el peso que el mundo carga sobre sus hombros, ¿qué le diría usted que hiciese? [...] Que se rebele.
Ayn Rand, Barcelona, 1961.

## Resumen

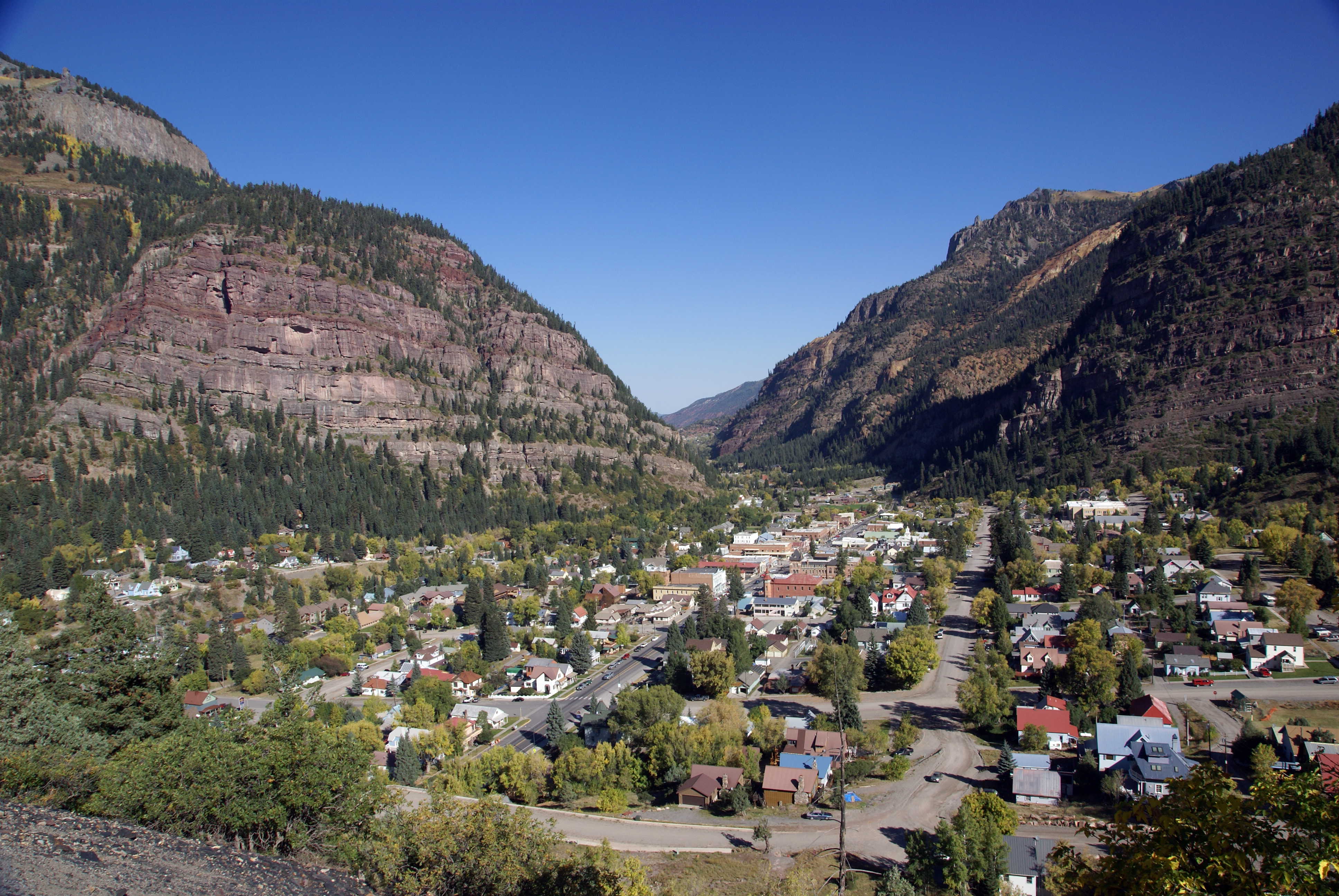
Ouray - Colorado vista desde el Norte.

La rebelión de Atlas (Atlas Shrugged) ha sido considerada la obra de ficción más importante de Rand sobre la filosofía objetivista. El libro, escrito entre 1946 y 1957, describe a unos Estados Unidos en decadencia y lo atribuye al excesivo intervencionismo del Gobierno.
Divide a la sociedad estadounidense en dos clases: la de los «saqueadores» y la de los «no saqueadores». Los «saqueadores» están representados por la clase política (místicos del músculo) y los cultos religiosos (místicos del espíritu) que piensan que toda actividad económica debe estar regulada y sometida a una fuerte imposición fiscal. Los «no saqueadores» son hombres emprendedores, los capitanes de empresa y los intelectuales que piensan que la solución está justamente en todo lo contrario. Entre ellos, y más en concreto, de los patronos, surge un movimiento de protesta que se concreta en un lock out, acompañado de sabotajes y desapariciones misteriosas de empresarios y emprendedores.
El líder de este movimiento es un misterioso personaje llamado John Galt, a la vez un filósofo y científico. Galt, desde su escondite en las Montañas Rocosas, da órdenes, sugiere iniciativas y mueve todos los hilos. La novela termina cuando los empresarios deciden abandonar su escondite y marchan a los centros de decisión económicos, encabezados por el dólar, símbolo que Galt ha elegido como estandarte de su particular rebelión.
Rand quería llamar a su novela La huelga. El título La rebelión de Atlas le fue sugerido por su esposo, para identificar a los empresarios con la figura del titán de la mitología griega que carga a sus espaldas los destinos del mundo, tal como fue representado en la escultura Atlas de Lee Lawrie en la estatua que simboliza el Rockefeller Center. Cuando la obra apareció, llamó la atención por lo atrevido y osado del planteamiento para ese entonces. Hasta ese momento, ni siquiera en los Estados Unidos a alguien se le había ocurrido la hipótesis de que los empresarios y el Estado fuesen antagónicos.
En su ficción, Ayn Rand, intenta mostrar que los Estados Unidos no podrían subsistir sin la razón y la creatividad individual, expresada en términos materiales con el ejercicio del comercio libre.
En esta novela, Ayn Rand expone la filosofía del objetivismo en una historia que integra: ética, metafísica, epistemología, política, economía, estética y amor. La rebelión de Atlas propone una visión del universo y del alma humana, que pretende equipararse a la ciencia, la religión o el arte.

La historia de La rebelión de Atlas presenta el conflicto de dos antagonistas fundamentales, dos escuelas opuestas de filosofía, o dos actitudes opuestas hacia la vida. Como forma breve de identificarlas, las llamaré el eje «razón-individualismo-capitalismo» versus el eje «misticismo-altruismo-colectivismo».
Ayn Rand — Conferencia en el Ford Hall forum de 1964

## Críticas
Mimi Reisel Gladstein, especializada en la obra de Rand, ha dicho que «los analistas parecen competir entre si en una competencia para idear la ridiculización (put-down) más inteligente; uno lo llama “burrada execrable”, mientras que otro dice que es una muestra de “bravatas y verborragia sin remordimientos”». En la revista estadounidense Saturday Review, Helen Beal Woodward dijo que la novela había sido escrita con un «virtuosismo deslumbrante» pero estaba «atravesada por el odio». En el mismo sentido, Granville Hicks dijo en el The New York Times Book Review que el libro había sido «escrito con odio». La revista Time, en su crítica al salir el libro, preguntó: «¿Es una novela? ¿Es una pesadilla? ¿Es Supermán -en la historieta o en la versión nitzscheana?» En la National Review, Whittaker Chambers calificó la obra como "sophomórica" (de un estudiante de segundo año) y «notablemente tonta», añadiendo que solo «devaluando el término podría ser considerada como una novela».
El sacerdote y periodista Giles Fraser, critica negativamente la novela diciendo: «La Rebelión de Atlas es pornografía barata del lado más repugnante del capitalismo.»

## Ediciones en español
La rebelión de Atlas fue traducida al español al poco tiempo de aparecer en inglés, por lo que es relativamente fácil encontrar ediciones antiguas de segunda mano en español. El libro ha sido reeditado en Argentina en el año 2000 en español por la editorial Grito Sagrado. En 2019 fue publicada una traducción totalmente nueva por Ediciones Deusto.

### Guía de personajes de las ediciones en español
A continuación citados los personajes que desfilan por la novela (la descripción no incluye "spoilers" y puede ser usada mientras se lee el libro por primera vez):
- Akston, Hugh: Filósofo retirado y antiguo director del departamento de Filosofía en la Universidad Patrick Henry
- Allen, Jeff: Antiguo empleado de la "Twentieth Century Motor Company"
- Anderson, Sr.: Miembro de la comisión de "Suministros Preferentes"
- Atwood, Calvin: Presidente de la compañía Atwood de Luz y Fuerza de Nueva York
- Ayers, Sr.: De Ayers Music Publishing Company. Le informa a Dagny Taggart que Richard Halley hacía ocho años que no componía y que solo había escrito cuatro conciertos.
- Balch, Sr.: Miembro de la comisión de "Asuntos Urgentes"
- Bascom, Sr.: Alcalde de Roma, Wisconsin
- Beal, Luke: Fogonero del tren Comet de la "Taggart Transcontinental"
- Beecham, Sra.: Amiga de la madre de Hank Rearden, colabora en la Escuela Parroquial
- Benson, Jack: Amigo de Betty Pope
- Blane, Liz: Amiga de Betty Pope
- Boyle, Orren: Corpulento. Ojos negros pequeños. De ademanes amplios y viriles. Exhalaba vida. Amigo de James Taggart. Dueño de Associated Steel fabricantes de rieles para ferrocarriles.
- Bradford, Laura: Amante de Chalmers y examante de Wesley Mouch
- Brent, Bill: Jefe de Expediciones de la división de Colorado de la "Taggart Transcontinental"
- Brooks, Cheryl: Empleada de la sección de Cosmética del Almacén "Todo por Centavos" de Raleight, NY. Original de Buffalo, 19 años
- Chalmers, "Kip": Miembro de la clase política en Washington
- Chalmers, Emma ("Ma"): Socióloga, madre de Kip
- Colby, Tom: Capataz de la fundición y titular del sindicato de trabajadores de Rearden Steel
- Conway, Dan: Presidente de Phoenix-Durango, 50 años
- Cunningham, Roy: Último gerente general de "Twentieth Century Motor Company", murió en accidente automovilístico
- Danagger, Ken: Presidente de la Danagger Coal, la mayor compañía de carbón de Pensilvania, 50 y tantos
- d'Anconia, Francisco ("Frisco"): Aristócrata argentino, playboy y dueño de una inmensa fortuna en Hispanoamérica, 36 años
- d'Anconia, Sebastian: Antepasado español de Francisco, escapado de su país por la inquisición hacia Argentina
- Daniels, Quentin: Prometedor físico del Instituto Tecnológico de Utah, 30 y tantos años
- Danneskjöld, Ragnar: Moderno Pirata de origen Noruego, estudió en la Universidad Patrick Henry
- Dunphy, "Joe": Miembro de la clase política en Washington, íntimo de Mouch
- Eddignton, Clarence: Asesor económico de "Taggart Transcontinental"
- Enbank, Balph: Uno de los líderes poéticos del momento
- Ferris, Dr. Floyd: Científico coordinador del "Instituto Científico del Estado", 45 años
- Galt, John: ¿Quién es John Galt?
- Gertrude, Sra.: Cocinera de los Rearden
- González, Rodrigo: Empresario progresista y diplomático chileno
- Halley, Richard: Compositor de cuatro sinfonías para la Music Publishing Company
- Hammond, Lawrence: Presidente de la compañía de autos Hammond en Colorado
- Harper, Pop: Jefe de personal de Taggart Transcontinental. Desempeñaba ese puesto desde la época del padre de James Taggart.
- Hastings, Sra.: Esposa de William
- Hastings, William: exjefe de Ingenieros de "Twentieth Century Motor Company"
- Hazleton, "Bud": Miembro de la clase política en Washington, íntimo de Mouch
- Hendricks, Dr. Thomas: Gran cirujano desaparecido hace seis años
- Holloway, "Tinky": Miembro de la clase política en Washington
- Horton, Dick: Jefe de Maquinistas de la división de Colorado de la "Taggart Transcontinental"
- Hudson, Lucie: Antigua vecina de los Rearden cuando vivían en Minnesota
- Hunsaker, Lee: Presidente de "Amalgamated Services, Inc", 42 años
- Ives, Gwen: Secretaria de Henry Rearden, 20 y tantos
- Keith-Worthing, Gilbert: Novelista inglés de fama universal, 70 años
- Kellogg, Owen: Ingeniero, joven. Actualmente ayudante del director de terminales de Nueva York. Dagny tenía pensado ascenderlo pero ese mismo día presentó su renuncia a la empresa por motivos personales.
- Kinnan, Fred: Jefe de la confederación Estadounidense de Trabajo
- Larkin, Paul: 53 años de edad. Ojos tristes, pupilas dulces, sonrisa tímida. Bajo y regordete. Empresario, tenía una pequeña fábrica de equipos para minas
- Lawson, Eugene ("Gene"): Director del Community National Bank de Madison, el "banquero de buen corazón"
- Lidy, Mort: Compositor de partituras para películas y modernas sinfonías
- Locey, Clifton: Progresista amigo de Jim Taggart, 47 años
- Logan, Pat: Maquinista del Comet Taggart en la división de Nebraska
- Ludlow, Kay: Estrella de cine retirada
- Marsh, Rogers: Presidente de la "Marsh Electric" en Colorado
- Martínez, Mario: Tesorero de la Corporación de la Amistad y el Progreso entre los Países Vecinos, Chileno
- McKim, Ray: Fogonero de la "Taggart Transcontinental"
- McNamara, Dick: Contratista de Cleveland que terminó la línea de San Sebastián
- McNeil, Sr.: Presidente de la fundición McNeil de Chicago
- Meigs, "Cuffy": Representante gubernamental de "Taggart Transcontinental" a cargo del Plan de Unificación Ferroviario
- Mitchum, Dave: Supervisor de la división de Colorado de la "Taggart Transcontinental", cuñado de Claude Slagenhop
- Morrison, Clarence ("Chick"): Miembro de la clase política en Washington
- Mott, Jules: Representante en la Ciudad de México de "Taggart Transcontinental"
- Mouch, Wesley ("Wess"): Era el hombre de confianza de Rearden en Washington
- Mowen, Horace ("Bussby"): Presidente de Amalgamated Switch & Signal Company, Inc. de Connecticut
- Mulligan, Michael ("Midas"): Presidente del Banco Mulligan, desaparecido desde hace 7 años cuando liquidó su banco
- Narraganset, Sr.: Juez del Tribunal Supremo del Estado de Illinois
- Nealy, Ben: Contratista de la línea Norte de "Taggart Transcontinental", 40 y tantos
- Nielsen, Ted: Presidente de la fábrica de locomotoras "Nielsen Motors" en Colorado
- Pettibone, Sr.: Miembro de la comisión de "Protección al consumidor"
- Pope, Betty: Amante de James Taggart
- Pope, Cornelious: Padre de Betty Pope
- Potter, Sr.: Miembro del "Instituto Científico del Estado"
- Pritchett, Dr.: Director del departamento de Filosofía en la Universidad Patrick Henry
- Quinn, Sr.: Presidente de la fábrica de cojinetes "Quinn Ball Bearing Company", de Connecticut
- Rearden, Henry ("Hank"): A quién todos llamaban Hank. De 45 años de edad, aspecto joven. Ojos azules, cabello rubio ceniciento, alto y huesudo, pómulos prominentes. De aspecto implacable y cruel por la dureza de su mirada. Dueño de Rearden Steel, empresa fabricante de rieles de FFCC.
- Rearden, Lillian: Esposa de Henry Rearden. Alta, lindo perfil. Cabello castaño, suave y lustroso. Era una mujer bonita, de una belleza austera y soberbia. Pero sus ojos pálidos, carentes de expresión y de vida decepcionaban. No había jovialidad en ella a pesar de parecer siempre alegre.
- Rearden, Philip: Tenía 38 años de edad. Delicado de salud. Cuerpo desgarbado y débil. Por su aspecto hacía pensar a muchos que era mayor que su hermano Henry.
- Rearden, Sra.: Vivía en la casa de Hank y Lillian.
- Sanders, Dwight: Presidente e ingeniero fundador de la fábrica de Aviones Sanders Aircraft
- Scott, Joe: Maquinista de Silver Spring, amigo de Fred Kinnan
- Scudder, Bertran: Editor de la revista de pensamiento "El Futuro"
- Slagenhop, Claude: Presidente de la asociación "Amigos del Progreso Social"
- Stadler, Dr. Robert: Prestigioso físico, Director del "Instituto Científico del Estado", exdirector de Física de Patrick Henry
- Starnes, Eric: Hijo menor de Jed, último director de Relaciones Públicas de "Twentieth Century Motor Company", se suicidó a los 40 años
- Starnes, Gerald: Hijo mayor de Jed, último director de Producción de "Twentieth Century Motor Company"
- Starnes, Ivy: Única hija de Jed, última directora de Distribución de "Twentieth Century Motor Company"
- Starnes, Jed: 1.er Presidente de "Twentieth Century Motor Company", murió hace 12 años
- Stockton, Andrew: Presidente de la fundición Stockton en Colorado
- Taggart, Dagny ("Slug"): 34 años de edad. Cuerpo esbelto y nervioso, pelo castaño, rostro anguloso, boca sensual. Le gustaba la música de Richard Halley. Vicepresidenta de operaciones de Taggart Transcontinental.
- Taggart, James ("Jim"): De 39 años de edad pero representaba 50. Boca pequeña, petulante, cabello ralo, frente calva. Cuerpo alto y esbelto pero de aspecto de abandono. Cara pálida y fofa. Ojos claros inquietos. Obstinado y vacío. Presidente de Taggart Transcontinental.
- Taggart, Nathaniel ("Nat"): Fundador de "Taggart Transcontinental", aventurero llegado a Nueva Inglaterra
- Thompson, Sr.: Jefe del Estado
- Tuck, Lester: Jefe de campaña de Kip Chalmers para las elecciones de legislador por California
- Vail, Gilbert: Recibe un balazo de su esposa, presunta amante de Francisco
- Vail, Sra.: Esposa de Gilbert y presunta amante de Francisco
- Ward, Sr.: Director de la Ward Harvester Company de Minessota, 50 años
- Watts, "Buzzy": Miembro del Consejo Nacional de Transportes
- Weatherby, Clem: Hombre de Washington en el directorio de "Taggart Transcontinental"
- Whitcomb, Sra.: Amiga de Lillian Rearden
- Willers, Eddie: 32 años. Ojos grandes e inquisidores, pelo rubio, rostro cuadrado. Imaginaba cosas - En Nueva York día 2 de septiembre. Su infancia y niñez la pasó con los hijos de Taggart- ahora trabajaba para ellos, era ayudante de la vicepresidenta de operaciones de Taggart Transcontinental -Su padre y su abuelo también habían trabajado en la misma compañía.
- Wilson, Dr.: Doctor de los Taggart
- Wyatt, Ellis: Presidente de "Wyatt Oil", 33 años

## Resumen primeros capítulos

### Primera parte- La no-contradicción

#### Capítulo I - El tema
-¿Quién es John Galt? 
El libro comienza con esta pregunta. Presenta a Eddie Willers que mientras va a su trabajo en Taggart Transcontinental recuerda su infancia y niñez. Había pasado la mayor parte de esa época con los hijos de los Taggart y ahora trabajaba para ellos, igual como lo habían hecho su abuelo y su padre. Recordó cuando tenía 10 años y su querida y única compañera le había dicho que cuando fueran grandes harían lo que fuera correcto y algo grande que deberían descubrir que era.  
El edificio de Taggart Transcontinental en Nueva York era el edificio más alto y orgulloso de la calle. Eddie Willers cada vez que entraba en él experimentaba una sensación de alivio y de seguridad. Era un lugar de eficiencia y poder. De allí salían los trenes que cruzaban el continente tal como venía sucediendo generación tras generación. Taggart Transcontinental cuyo lema era "De océano a océano." Willers se dirigió al despacho de James Taggart, presidente de la compañía. 
James Taggart estaba sentado a su escritorio, Eddie lo trataba de Jim. El ferrocarril Taggart Transcontinental, una red de líneas que cruzaban el país desde Nueva York hasta San Francisco, un trazo rojo iba desde Cheyenne, Wyoming, hasta El Paso, Texas, se trataba de la línea Río Norte de Taggart Transcontinental. Había ocurrido otro accidente. Sus rieles estaban en muy malas condiciones era necesario cambiarlos todos. James opinaba que todas las compañías tenían problemas, era algo nacional, pero transitorio.
Eddie le describió la situación de la línea Río Norte: en los últimos 6 meses no habían cumplido ni una sola vez con el horario; Orren Boyle le había notificado que no podían entregarle los nuevos rieles como lo habían prometido; la competencia Phoenix Durango les estaba quitando todos los clientes, entre ellos la petrolera Wyatt. Ante el enojo de Jim, Eddie optó por retirarse de la oficina, se encontró con Pop Harper, el jefe de Personal que estaba arreglando una máquina de escribir.
Dagny Taggart escuchaba la música de una sinfonía mientras estaba sentada junto a la ventanilla de un vagón del Taggart Comet. No la había escuchado antes pero sabía que era de Richard Halley, su compositor favorito. Un joven guardafrenos era quien la silbaba. Le dijo que era el quinto concierto de Halley.
Despertó sobresaltada, el tren estaba detenido. Una luz roja estaba encendida. Ella se identificó como la vicepresidenta de operaciones de la empresa y le ordenó continuar hasta recuperar el tiempo perdido. Se puso a pensar que tenía que hacer algunos cambios entre ellos cambiar al superintendente de la división Ohio por el brillante joven Owen Kellog que estaba como ayudante en la estación terminal de Nueva York, en cuanto regresara hablaría con él. 
Dagny al bajarse del tren silbaba el concierto N° 5 de Halley. El joven guardafrenos la miraba. Dagny entró en la oficina de James Taggart y se sentó frente a él. Eddie Willers también estaba y tomaba notas, era el ayudante especial de la vicepresidenta de operaciones y debía estar siempre en las reuniones importantes de Dagny. 
Dagny comenzó diciendo que la línea Río Norte estaba peor de lo que había pensado, pero estaba convencida de que la salvarían. Luego le dijo a su hermano que había pedido nuevos rieles a Rearden Steel y había cancelado el contrato con Associated Steel de Orren Boyle. Los rieles no serían de acero sino que del nuevo metal, el metal Rearden. Luego de intercambiar opiniones con su hermano se retiró a su oficina y le pidió a Eddie que la comunicara con Ayres de Ayres Music Publishing Company. Ayres le informó que Richard Halley no componía desde hacía ocho años y que le confirmaba que solo había escrito cuatro sinfonías.
Eddie le informó que Owen Kellog había solicitado una entrevista con ella, le respondió que lo mandara a buscar porque le tenía una sorpresa, lo nombraría director de la división de Ohio. Owen le respondió que lamentablemente no podía aceptarlo porque se retiraba de la empresa por motivos personales.

#### Capítulo II - La cadena
Mientras el tren de la línea Taggart iba rumbo a Filadelfia desfilaban por sus ventanillas una serie de edificios y construcciones con luces brillantes, al final había un edificio de oficinas con un cartel que decía "Rearden Steel". Un pasajero del tren, un periodista comentó al ver el letrero que Hank Rearden era el tipo de hombre que le gustaba ponerle su nombre a todo lo que tocaba.
Un hombre solitario lo observaba todo, era el inicio del primer pedido de metal Rearden que la empresa iba a atender. Era Hank Rearden. Vio como vertían el metal en una hilera de moldes que esperaban ser llenados. Un obrero le sonrió pues comprendía lo que él sentía. Tenía que estar presente esa noche. Hank le devolvió el saludo y regresó a su oficina y luego caminó hasta su casa. Llevaba en el bolsillo un brazalete con forma de cadena, fabricado con metal Rearden. Habían transcurrido 10 años para fabricarlo. Lo tenía como regalo para su "esposa", no la mujer con quien estaba casado, sino que era para una abstracción llamada "esposa".
Entró a su casa en la colina. Alrededor de la chimenea estaban su esposa Lillian, su madre, su hermano Philip y Paul Larking, un amigo. Lillian lo saludó con sarcasmos, su madre le reprochó su tardanza, Larkin lo saludó sonriente y Philip le dijo que trabajaba demasiado. 
Su madre le comentó que su amiga, la señora Beecham, lo había estado esperando para contarle del trabajo que realizaban en la escuela parroquial y de las clases de artesanía.
Lillian lo comprometió para 3 meses más, el 10 de diciembre celebrarían su aniversario de matrimonio con una fiesta. Hank les contó que había llegado tarde esa noche porque habían producido el primer metal Rearden y le entregó el brazalete a Lillian.
Lillian le agradeció el regalo y su madre lo criticó, le dijo que era una egoísta y que debería haberle regalado una joya de diamantes. Hank mientras escuchaba a sus familiares pensaba por qué su madre insistía en continuar viviendo con ellos. Paul Larkin lo felicitó y le dijo que ojalá no se le presentaran complicaciones porque sus relaciones públicas no eran buenas la prensa no le era favorable, estaban en su contra. Finalmente le preguntó por su hombre de Washington, debería preocuparse y luego dijo ¿quién es John Galt?. 
Phil le dijo que estaba agotado, había estado visitando personas para recaudar fondos para los Amigos del Progreso Mundial, necesitaban 10,000 dólares. Hank le respondió que él le daría el dinero, que llamara a su secretaria la señorita Ives. Phil le pidió que fuera en efectivo pues no quería que se supiera que él donaba el dinero, los Amigos del Progreso Mundial no querían que figurara en la lista de benefactores.

#### Capítulo III - La cumbre y el abismo
El lugar era como una bodega, de techo bajo, reservados circulares, sin ventanas, en la cumbre de un rascacielos de 60 pisos. Era la taberna más exclusiva de Nueva York. Estaban reunidos James Taggart, Orren Boyle, Paul Larkin y Wesley Mouch. Hablaban en voz baja. Orren le explicaba a James que tenían todo planeado para fabricar los rieles, pero factores insospechados lo impidieron. James explicó que su hermana había convencido al directorio de cancelar el contrato con ellos. 
Según Orren la desunión era la causa principal de todos los problemas sociales. En la sociedad industrial ninguna empresa podía triunfar si no compartía los problemas que afectaban a las otras. Associated Steel tenían las más modernas instalaciones del país pero la obtención del hierro era un problema nacional. No pudieron conseguir mineral. Paul Larkin explicó que la industria minera se estaba viniendo abajo: agotamiento de las minas y desgaste del equipo, escasez de materiales, dificultades de transporte y otros. Orren manifestó que todo el mundo debía compartir los problemas de los demás, su intención era la preservación de una economía libre, economía que actualmente estaba siendo sometida a una dura prueba, debía demostrar su validez social y desarrollar un espíritu de cooperación pública de lo contrario todo se vendría abajo; Wesley Mouch aprobó lo dicho por Orren pero nadie le prestó atención.
Orren Boyle había surgido de la nada hacía 5 años. Era tema preferido de la prensa. Se había iniciado con 100.000 dólares de su propiedad y un préstamo del gobierno de 200 millones. Encabezaba una enorme organización que había devorado a muchas compañías más pequeñas. Lo cual probaba, tal como le gustaba decir, que la capacidad individual aún tenía posibilidades de ser exitosa en el mundo. La única justificación para la existencia de la propiedad privada era el servicio público. Indudablemente, aprobó Wesley Mouch.
Luego Orren le comentó a James Taggart que el metal Rearden era un fraude colosal. Que el Consejo Nacional de Industrias Metálicas había nombrado un comité para estudiar el asunto ya que su uso podía constituir un peligro público. Taggart le preguntó a Boyle cómo estaban las cosas en México, ¿en las minas de San Sebastián?. Los cuatro adoptaron una actitud rígida, tenían fuertes inversiones en esas minas. Boyle les respondió que todo estaba perfecto. En esas montañas existían los mayores yacimientos de cobre del mundo. Que era mentira que el gobierno fuera a nacionalizarlas. Boyle le preguntó a Taggart por qué su empresa prestaba tan mal servicio ferroviario a esa región: un solo tren de pasajeros diario, los vagones antiquísimos y la locomotora a leña. Taggart se disculpó, era debido a atrasos en la entrega de máquinas nuevas, luego se puso de pie y se despidió. Larkin también se despidió, lo mismo Wesley Mouch que era el hombre de confianza de Rearden en Washington. Taggart partió a ver a su hermana. 
Dagny Taggart a los 9 años decidió que algún día dirigiría la compañía ferroviaria de su familia, Taggart Transcontinental. A los 12 años le había comentado a su amigo Eddie Willers que cuando fuera mayor dirigiría la compañía. A los 15 se le ocurrió que las mujeres no dirigían compañías, pero no le preocupó mayormente. A los 16 comenzó a trabajar como operadora nocturna de una pequeña estación del campo, mientras estudiaba Ingeniería industrial en la universidad. Su carrera en la empresa fue rápida, ella decía lo que se debía hacer y el resto la obedecía, su padre parecía asombrado y orgulloso. Tenía 29 años cuando él murió. El control de la compañía pasó a manos de su hermano James de 34 años a quién eligieron por ser el hijo mayor, por su capacidad para "hacer populares las vías férreas", su "buena prensa" y su "habilidad en Washington".
Daggny nunca aspiró a la presidencia, solo le interesaba el departamento de operaciones. Tenía la convicción de que ella siempre estaría en condiciones de corregir cualquier perjuicio que su hermano ocasionara, sabía que este no era lo suficientemente listo para perjudicar demasiado a la empresa. 
Lo primero que hizo James Taggart al asumir la dirección de Transcontinental fue la construcción de la línea San Sebastián, relacionada directamente con Francisco d'Anconia conocido como el rey mundial del cobre quien había heredado su fortuna a los 23 años y ahora a los 36 años cotinuaba siendo famoso no solo como el hombre más rico, sino que también como playboy. Descendiente de una de las familias más ricas de Argentina, poseía campos ganaderos, plantaciones de café y la mayoría de las minas de cobre de Chile. Era dueño de casi media Sudamérica y de diversas minas en los Estados Unidos. Cuando adquirió en México kilómetros de montañas peladas los inversionistas invirtieron grandes sumas de dinero en acciones de sus minas de cobre, llamadas Minas de San Sebastián, entre estos inversionistas estaban James Taggart, Orren Boyle y sus amigos.
Dagny nunca pudo descubrir qué impulsó a James a tender una vía férrea desde Texas hasta San Sebastián. Algunos directores se opusieron, pero James ganó. El gobierno mexicano garantizó por 200 años el derecho de propiedad de Taggart Transcontinental sobre el ferrocarril. d'Anconia había obtenido la misma garantía para sus minas. 
Dagny luchó contra el tendido de la línea de San Sebastián, pero nadie le hizo caso en el directorio que luego de analizar la importancia de las relaciones con México y la necesidad de transporte de mercadería que el proyecto San Sebastián significaría. Finalmente aprobó el tendido que costaría 30 millones de dólares. Dos directores renunciaron y lo mismo hizo el vicepresidente del departamento de operaciones que fue sustituido por un amigo de James Taggart.  
La gente recién empezaba a fijarse en Ellis Wyatt porque sus actividades constituían la primera promesa de un torrente de ganancias a punto de brotar de las muertas planicies de Colorado. La línea Río Norte estaba por colapsar precisamente cuando más necesarios se hacían sus servicios. Entonces Wyatt transfirió el transporte de su petróleo a Phoenix-Durango, empresa ferroviaria desconocida y pequeña, que con este contrato saltó hacia las alturas creciendo a medida que lo hacía Wyatt Oil. 
Dagny tenía 32 años cuando le comunicó a James que pensaba renunciar pues no podía entender el accionar de su amigo vicepresidente de operaciones. El directorio por unanimidad la designó como nueva vicepresidenta de operaciones, de modo que ella fue quien terminó la construcción de la línea que ya llevaba 3 años de trabajos, se había tendido un tercio de la vía y los gastos eran superiores a lo previsto. Despidió a los amigos de James, contrató a un nuevo contratista que terminó la obra en un año.

## Adaptación cinematográfica
En 2012 se estrenó la película Atlas Shrugged: Part I, una adaptación de la primera parte de la novela dirigida por Paul Johansson. Su reparto incluye a Taylor Schilling (Dagny Taggart), Edi Gathegi (Eddie Willers), Michael O'Keefe (Hugh Akston), Paul Johansson (John Galt), Patrick Fischler (Paul Larkin), Jsu García (Francisco D'Anconia), Matthew Marsden (James Taggart) y Grant Bowler (Henry Rearden), entre otros, aunque fue objeto de numerosas críticas por no representar la esencia de la novela.